# Acrepidopterum minutum
Acrepidopterum minutum är en skalbaggsart som beskrevs av Fisher 1926. Acrepidopterum minutum ingår i släktet Acrepidopterum och familjen långhorningar.
Artens utbredningsområde är Kuba. Inga underarter finns listade i Catalogue of Life.